# Marc Herenni (cònsol)
Marc Herenni (en llatí: Marcus Herennius) va ser un magistrat romà. Formava part de la gens Herènnia, una antiga família romana d'origen samnita.
Va ser elegit cònsol l'any 93 aC. Era d'origen plebeu i no molt bon orador, però va guanyar les eleccions contra el noble i eloqüent romà Luci Marci Filip. Plini diu que el seu consolat es va caracteritzar per la gran quantitat de silphium cirenaica (ferula tingitana) que hi havia a Roma. El seu cost era d'un denari de plata i la seva presència era deguda als contactes mercantils familiars d'Herenni a l'Àfrica.